# Dimitri Wouters
Dimitri Wouters is een Belgische dj-producer die op vele grote festivals staat zoals Tomorrowland, Summerfestival en Laundry Day. Ook treedt hij regelmatig op in het Sportpaleis, Café Local en Carré. Sinds 2018 presenteert hij ook een wekelijks dansprogramma op de Vlaamse commerciële radiozender Qmusic.

## Singles
- Dimitri Wouters - Connemara
- Dimitri Wouters ft Fab Morvan - Sweet Summer Lovin'

## Remixes
- Moksi Vs Silento - Watch Me Like (Dimitri Wouters Mashup)
- Alvaro, Dirtcaps, Benny Benassi & Sheppard - Daggeronimo (Dimitri Wouters Mashup)
- Gregor Salto, Wiwek & Sugar Hill Gang - Jump On Afrobot (Dimitri Wouters Mashup)
- Lady Bee Ft R Kelly - Burn The Trumpets (Dimitri Wouters Mashup)
- Roul & Doors Ft Haddaway - Down To Love (Dimitri Wouters, Dennis Cartier & AudioVibes Mashup)
- Andrew Mathers, Silvio Luz & Mary J Blige - Dance For Crush (Dimitri Wouters Mashup)
- Dimitri Vegas & Like Mike ft. Guus Meeuwis - Het is een Mammoth (Dimitri Wouters Mashup)
- Dj Nova, Lil John & Aerochord - Operation Blade (Dimitri Wouters Mashup)
- Shakira, Chocolate Puma & FLG - Remember to forget Afrika (Dimitri Wouters Mashup)
- DVBBS vs Andrea Bocelli - Con Te Tsunami (Dimitri Wouters Mashup)
- Chocolate Puma, Firebeatz & Flo Rida - Just One More Time Low (Dimitri Wouters Mashup)
- Hardwell vs Bastille - Apompeii (Dimitri Wouters Mashup)
- Showtek & SayMyName - FTS (Dimitri Wouters & Matizz Booty)
- DJ Fresh & Shy Fx - Gold Dust (Dimitri Wouters Mashup)
- Knife Party ft Marshal Masters - I like Bonfire (Dimitri Wouters Mashup)
- Dada Life vs Lenny Kravitz - Kick out my way (Dimitri Wouters vs Thomas Turner Mashup)
- Coldplay - The Scientist (Dimitri Wouters bootleg)
- Gotye - Somebody I used to know (Dimitri Wouters ft Thomas Turner Bootleg)
- Matisse & Sadko - OMG Scandinavia! (Dimitri Wouters Mashup)
- Chuckie ft Danny DC - Eye of the Moombah (Dimitri Wouters Mashup)
- Chuckie & Afrojack - Moombah (Dimitri Wouters Bootleg)

Huidig (anno 2023):
Ulrike D'hauwer · Liam D'hert · Dorothee Dauwe · Tom De Cock · Jana De Wilde · Vincent Fierens · Yoren Linsen · Maxine Janssens · Nils Melckenbeeck · Loore Nelen · Regi Penxten · Jolien Roets · Emma Salden · Jan Thans · Maarten Vancoillie · Matthias Vandenbulcke · Paulien Van der Jeugt · Naomi Vanderpoorten · Vincent Vangeel · Liam Van Haverbeke · Dimitri Wouters
Voormalig (2001–2023):
Dorianne Aussems (2013–2014) · Rik Boey (2010–2013, 2015–2017) · Born (2015–2017) · Herbert Bruynseels (2001–2009) · Anke Buckinx (2007–2016) · Bab Buelens (2020) · Armin van Buuren (2021–2022) · Marcia Bwarody (2013–2017) · Joren Carels (2018–2020) · Séverine Champeaux (2013–2015) · Sam De Bruyn (2015–2020) · Erwin Deckers (2001–2008) · Jolien De Greef (2015) · Anneke De Keersmaeker (2002) · Felice Dekens (2011–2022) · Frederika Del Nero (2011–2012) · Nathalie Delporte (2001–2014) · Serge De Marre (2004–2015) · Eline De Munck (2012–2014) · Bart-Jan Depraetere (2001–2019) · Dries De Vis (2019–2020) · Inge De Vogelaere (2017–2020) · Sean Dhondt (2015–2023) · Elien D'hooge (2019–2021) · Yasmina El Messaoudi (2014–2015) · Evi Geysels (2010–2018) · Elizabeth Gesels (2016) · Violette Goemans (2015–2017) · Jenno Hallaert (2012–2015) · Wine Lauwers (2011–2019) · An Lemmens (2015–2019) · Kris Mannaerts (2006–2011) · Kristin Moers (2002–2003) · Marie Monballiu (2014–2021) · Sarah Mylle (2016–2020) · Johan Notebaert (2001–2002) · Wim Oosterlinck (2006–2020) · Sven Ornelis (2001–2016) · Hans Otten (2002–2003) · Xander Peeters (2011–2013) · Astrid Philips (2011–2014) · Elke Plancke (2012–2013) · Jarne Ponet (2023) · Alexandra Potvin (2001–2009) · Jarne Rediers (2021-2023) · Kürt Rogiers (2008–2015) · Thomas Rottier (2021-2023) · Carl Schmitz (2001–2014) · Elias Smekens (2013–2018) · Kenny Smet (2006–2011) · Toon Smet (2015–2018) · Sara Steegen (2011–2012) · Kenneth Stevens (2006–2016) · Loïc Thaler (2015-2016, 2018-2022) · Shalini Van den Langenbergh (2014–2018) · Julie Van den Steen (2021) · Joke van de Velde (2013–2015) · Elke Vanelderen (2005–2006) · Arne Vanhaecke (2015–2016) · Maureen Vanherberghen (2016–2023) · Elke Van Mello (2008–2010) · Francesca Vanthielen (2001–2002) · Erika Van Tielen (2006–2008) · Heidi Van Tielen (2015–2018) · Bjorn Verhoeven (2001–2012) · Peter Verhoeven (2001–2018) · Steffi Vertriest (2013–2015) · Kristien Wollants (2018–2020)